# Ontaarde moeders
Ontaarde moeders is een boek van Renate Dorrestein dat in 1992 verscheen. Het boek gaat over vier generaties moeders en dochters, die een geheim met elkaar delen.
Het boek werd genomineerd voor de Publieksprijs voor het Nederlandse Boek van 1993 en voor de IMPAC Dublin Literary Award 1997